# Traumatická vazba
Traumatická vazba je citová vazba k jedinci (v některých případech i ke skupině), která vzniká na základě opakujícího se, cyklického vzorce zneužívání udržovaného a posilovaného prostřednictvím střídání odměn a trestů. Tato vazba obvykle vzniká mezi pachatelem a obětí, přičemž se jedná o vztah jednostranný, kde si právě oběť vytváří citovou vazbu vůči osobě, která ji zneužívá. Jedná se tedy o vztah mezi ovládajícím a ovládaným nebo zneužívajícím a zneužívaným člověkem. Traumatická vazba vzniká tehdy, jsou-li splněny dvě podmínky: pokud ve vztahu panuje nerovnováha moci a zároveň pokud ze strany mocnějšího opakovaně dochází ke stupňujícímu se střídání dobrého a špatného zacházení (odměn a trestů). Tento typ vazby se může vyskytnout mezi dvěma lidmi v partnerském vztahu, mezi rodičem a dítětem, v incestním vztahu, v sektě, mezi únoscem a unesenou osobou, při obchodování s lidmi (obzvlášť pokud jsou oběti nezletilé) nebo třeba na vojenských misích.
Traumatická vazba vzniká na základě teroru, dominance a nepředvídatelnosti. Tím, jak se vazba oběti vůči pachateli posiluje a prohlubuje, střídají se u oběti pocity strachu, otupělosti a smutku, které prožívá opakovaně a cyklicky. Ačkoli to není pravidlem, většinou oběti v takovém vztahu přicházejí o vlastní vůli, autonomii i o individuální vnímání sebe sama – svého já. Jejich sebepojetí bývá velmi silně ovlivněno a někdy i nahrazeno násilníkovým konceptem jejich osobnosti.
Traumatické pouto má na oběť závažný negativní dopad, a to i potom, co vztah mezi obětí a pachatelem zanikne. Mezi některé z dlouhodobých následků traumatické vazby patří například tendence navazovat a setrvávat v násilných vztazích nebo negativně ovlivněné psychické zdraví. Oběti dlouhodobě trpí velmi nízkým sebevědomím, nedostatkem sebeúcty, existuje u nich zvýšené riziko vzniku deprese či bipolární poruchy, a také je u nich zvýšená pravděpodobnost udržování mezigeneračního cyklu násilí. Oběti, u nichž vznikne vůči násilníkovi traumatická vazba, obvykle nejsou schopné tento vztah ukončit, anebo jen s obrovskými obtížemi. Mezi těmi, co se jim přece jen podaří tento typ vztahu ukončit a odejít se najdou i tací, kteří se přesto nakonec k násilníkovi vrátí, protože jejich traumatická vazba vůči násilníkovi nadále přetrvává.